# 천안시 을
천안시 을은 대한민국의 국회의원 선거구이다. 충청남도 천안시 서북구 일부 지역을 관할한다. 현 지역구 국회의원은 더불어민주당 이재관이다.

## 역사
1995년 1월, 천안시와 천안군이 통합되면서 통합 천안시가 출범되었다. 이에 대한민국 제15대 국회의원 선거를 앞두고 신설되었다.
2008년 6월, 천안시에 구제가 실시되었다. 이에 천안시 을 선거구를 기반으로 서북구가 설치되었다. 하지만  대한민국 제19대 국회의원 선거를 앞두고 선거구 조정을 통해 서북구 쌍용2동을 천안시 갑 선거구로 넘기게 됨에 따라 천안시 을 선거구라는 이름은 유지되었다.
대한민국 제20대 국회의원 선거를 앞두고 천안시의 인구 증가로 인해 천안시 병 선거구가 신설되었다. 이에 서북구 쌍용1동, 쌍용3동이 신설되는 천안시 병 선거구로 편입되었으며 성정1동과 성정2동을 천안시 갑 선거구로 내주었다.
대한민국 제22대 국회의원 선거를 앞두고 불당1동과 불당2동을 천안시 병 선거구로 내주었다.

## 관할 구역
| 대수      | 관할 구역                                                                                        |
| --------- | ------------------------------------------------------------------------------------------------ |
| 15대~18대 | 천안시 성환읍, 성거읍, 직산면, 입장면, 성정1동, 성정2동, 쌍용동, 부성동                          |
| 19대      | 천안시 서북구 성환읍, 성거읍, 직산읍, 입장면, 성정1동, 성정2동, 쌍용1동, 쌍용3동, 백석동, 부성동 |
| 20대~21대 | 천안시 서북구 성환읍, 성거읍, 직산읍, 입장면, 백석동, 불당동, 부성1동, 부성2동                   |
| 22대~     | 천안시 서북구 성환읍, 성거읍, 직산읍, 입장면, 백석동, 부성1동, 부성2동                           |

## 역대 국회의원
| 선거   | 정당 | 정당         | 의원   |
| ------ | ---- | ------------ | ------ |
| 1996년 |      | 자유민주연합 | 함석재 |
| 2000년 |      | 자유민주연합 | 함석재 |
| 2004년 |      | 열린우리당   | 박상돈 |
| 2008년 |      | 자유선진당   | 박상돈 |
| 2010년 |      | 한나라당     | 김호연 |
| 2012년 |      | 민주통합당   | 박완주 |
| 2016년 |      | 더불어민주당 | 박완주 |
| 2020년 |      | 더불어민주당 | 박완주 |
| 2024년 |      | 더불어민주당 | 이재관 |

## 역대 선거 결과

### 대한민국 제15대 국회의원 선거
|  | 60.46% |

|  | 16.50% |

|  | 10.92% |

|  | 7.92% |

|  | 4.18% |

### 대한민국 제16대 국회의원 선거
|  | 40.59% |

|  | 21.27% |

|  | 16.55% |

|  | 11.30% |

|  | 8.41% |

|  | 1.85% |

### 대한민국 제17대 국회의원 선거
|  | 45.51% |

|  | 24.90% |

|  | 13.25% |

|  | 8.56% |

|  | 4.85% |

|  | 2.23% |

|  | 0.38% |

|  | 0.29% |

### 대한민국 제18대 국회의원 선거
|  | 42.80% |

|  | 35.79% |

|  | 14.84% |

|  | 5.16% |

|  | 1.39% |

### 2010년 대한민국 재보궐선거
|  | 46.90% |

|  | 38.83% |

|  | 14.25% |

### 대한민국 제19대 국회의원 선거
|  | 41.91% |

|  | 40.02% |

|  | 18.06% |

### 대한민국 제20대 국회의원 선거
|  | 52.70% |

|  | 29.03% |

|  | 14.74% |

|  | 3.51% |

### 대한민국 제21대 국회의원 선거
|  | 58.83% |

|  | 34.89% |

|  | 4.82% |

|  | 0.76% |

|  | 0.67% |

### 대한민국 제22대 국회의원 선거
|  | 55.12% |

|  | 41.79% |

|  | 3.07% |